# Laminina
As lamininas são uma família de glicoproteínas de fundamental importância no desenvolvimento embrionário, além de terem um papel importante em processos de diferenciação, migração e adesão celular. Além disso, dirigem o crescimento celular e são um fator de sobrevivência para diferentes tipos celulares. A laminina é encontrada, em grande parte, nas membranas basais, formando uma rede proteica que organiza a própria formação dessa matriz extracelular especializada.
Essa molécula é constituída por três polipeptídeos em forma de cruz e também apresenta porções que se ligam ao colágeno tipo IV, ao heparan sulfatado e a receptores celulares de laminina, formando assim pontes que ligam as células à matriz. Como o colágeno IV e o heparan sulfatado são os principais componentes das lâminas basais, a laminina serve de ponte entre as células e essas lâminas. 
A ligação do epitélio à lâmina basal é coordenada pela ação dessas proteínas reguladoras. Há momentos em que esta ligação pode ser desfeita, como quando uma célula do estrato germinativo está em divisão, seu citoesqueleto é redirecionado aos eventos cromossômicos, quando a célula precisa realizar movimentos livres para a citocinese, ou quando há condições anormais, como a tração do epitélio causando ruptura desta ancoragem. O espaço gerado por seu desprendimento é rapidamente preenchido por exsudato plasmático do conjuntivo, formando uma bolha no epitélio. Essa formação de bolhas pode também ser induzida por alterações na síntese e/ou função de seus elementos de ancoragem, como no pênfigo bolhoso. No câncer a adesividade alterada das células epiteliais pode resultar em metástase.
A laminina tem outras funções além de suporte. Estudos realizados no âmbito do câncer de mama têm mostrado como laminina desempenha um papel central no desenvolvimento deste tipo de câncer, o segundo câncer mais comum e principal causa de morte por câncer entre as mulheres nos Estados Unidos. Em um estudo foi mostrado como a laminina influencia a informação genética dentro do núcleo de uma célula. Em outro estudo, foi mostrado como a destruição de laminina pode desempenhar um papel negativo nas fases iniciais do desenvolvimento do tumor. 
.n

## Estrutura
As lamininas são compostas por três subunidades: uma subunidade α, uma β e uma γ. Existem cerca de 6 diferentes isoformas de subunidade α, 3 isoformas β e 3 isoformas γ, que podem originar 16 diferentes lamininas, resultado das possíveis combinações entre as diferentes subunidades. 